# 美国宪法第七条
美利坚合众国宪法规定了整部宪法需要有多少个州的批准才能生效以及各州应该如何批准。

## 内容文本
The Ratification of the Conventions of nine States, shall be sufficient for the Establishment of this Constitution between the States so ratifying the Same.

- 译文：经九个州制宪会议的批准，即足以使本宪法在各批准州成立[2][3]。

## 历史背景
1788年，新罕布什尔成为了第9个批准联邦宪法的州，弗吉尼亚州、纽约州、北卡罗莱纳州以及罗德岛州均尚未批准。其中弗吉尼亚是当时13个州中人口最多的，而纽约州则是最富饶的。两个州未批准宪法最主要的原因就是认为宪法中缺乏保护基本公众自由和权利的条款，以后民众有冤无“法”伸。因此，联邦党人同意宪法批准后，立即进行修订，加入保护公众自由的内容，这就是后来史称《权利法案》的前10条宪法修正案。这样，1788年夏，弗吉尼亚和纽约才勉强批准了宪法，而邦联议会则选择从1789年3月4日开始“根据宪法展开法律程序”：
宪法由各州批准的时间如下：